# Трёхглазка (пещера)
Трёхглазка (укр. Триглазка, Трьохглазка) — ледяная пещера в Крыму, внутри плато Ай-Петри.

## Описание
Глубина — 40 метров, протяжённость — 115 метров, класс сложности — 1, тип — вертикальная.
Трёхглазка — пещера с тремя провалами-«глазницами», оборудованными входом и спуском по ступенькам в огромный карстовый зал. Вход в пещеру Трехглазка находится примерно в 700 метрах от верхней станции канатной дороги Мисхор — Ай-Петри. Температура воздуха в пещере практически круглый год близка к нулю. Пол пещеры Трехглазка представляет собой несколько метров льда.
На самом дне, посреди этой ледяной пещеры — большой конусообразный сугроб из снега, который не тает до середины лета.
О пещере Трёхглазка люди знали очень давно. Древние охотники Крыма, отправляясь на охоту, именно здесь хранили свою добычу. Через центральную «глазницу», на веревках они опускали в подземное ледяное царство убитую добычу. При необходимости провизию поднимали, брали, сколько нужно, и затем снова опускали туда. Известно, что князь М. С. Воронцов использовал лед этой пещеры Крыма для охлаждения продуктов, напитков и вин. Лед пилили, складывали в огромные бадьи, и доставляли вниз по горным дорогам Крыма в его Алупкинский дворец.

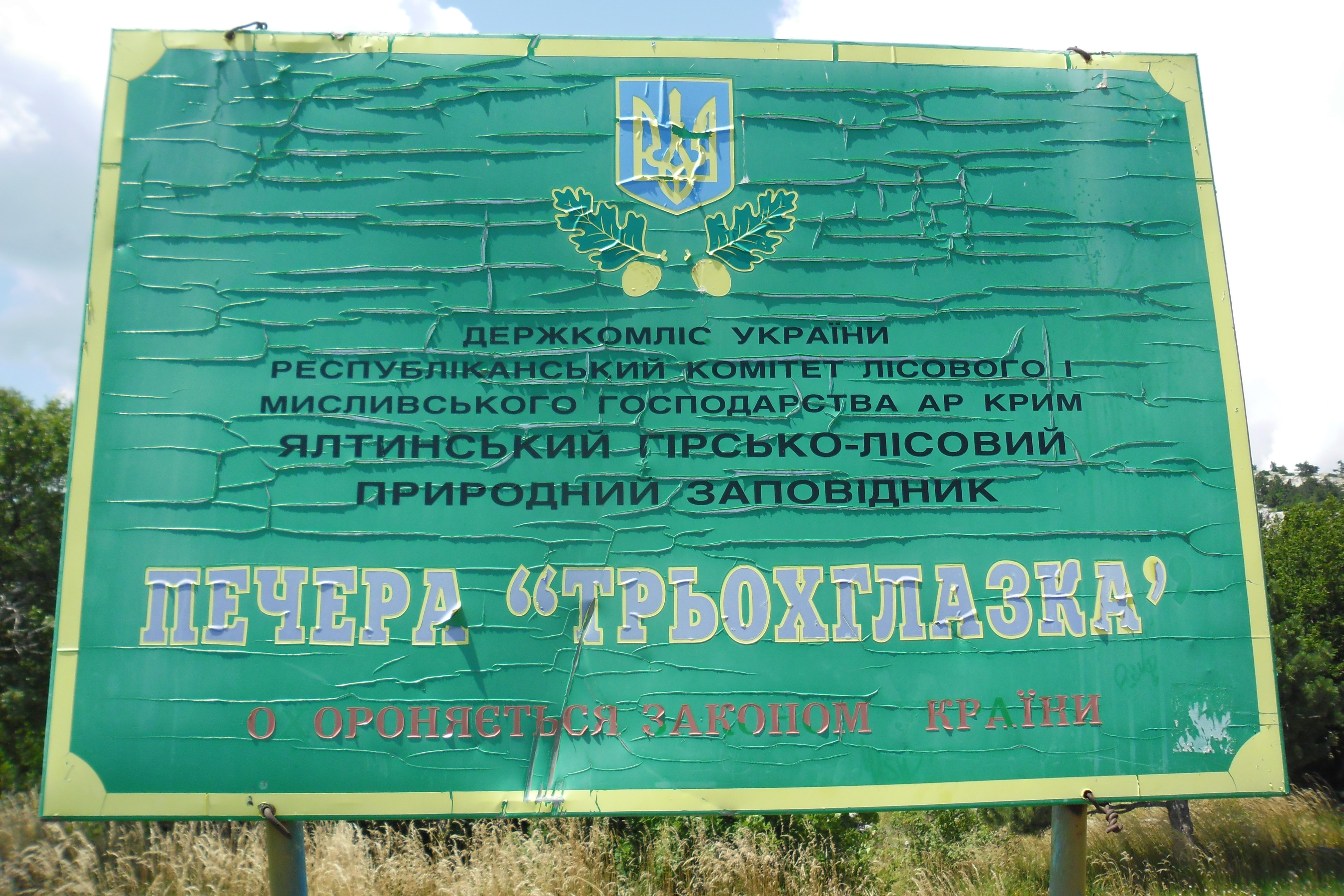